# Magra (rivier)
De Magra is een rivier van 70 km lang in Noord-Italië die ontspringt op 1.200 m hoogte in de Apennijnen tussen de Monte Borgognone (1.401 m) en de Monte Tavola (1.504 m), nabij de grens van Toscane en Ligurië. De rivier stroomt door 
Pontremoli, Filattiera,  Villafranca in Lunigiana en Aulla in de provincie Massa-Carrara en Santo Stefano di Magra, Vezzano Ligure, Arcola, Sarzana en Ameglia in de provincie La Spezia. Het stroomgebied van de Magra beslaat ongeveer 1686 km2.
De belangrijkste zijrivier, de Vara, komt bij Santo Stefano di Magra vanuit noordwestelijke richting in de Magra uit.  Bij Bocca di Magra (Monding van de Magra) komt de rivier uit in de Ligurische Zee.
In de Romeinse tijd stond deze bekend als de Macra. Ze gaf toen de oostgrens aan van Liguria (het huidige Ligurië).
Op 8 april 2020 rond 10:20 lokale tijd in de buurt van Caprigliola stortte er een brug over de Magra in door gebrekkig onderhoud. Vanwege de Coronacrisis in Italië werd de brug op dat moment door maar weinig voertuigen gebruikt en er raakten slechts twee mensen gewond.
- Nationale Bibliotheek van Tsjechië: ge535401
- Nationale Bibliotheek van Israël: 987007566278905171